# 南本町 (八尾市)
南本町（みなみほんまち）は、大阪府八尾市の地名。現行行政地名は南本町一丁目から南本町九丁目。住居表示は実施済み。
現住所表記に変更される前は地域内で北から大字庄之内（1丁目辺り）、大字成法寺（2,3丁目辺り）、大字今井（4丁目辺り）、大字別宮（5,6丁目辺り）、大字八尾座（8,9丁目辺り）であり、旧集落の外では大字八尾も混在していた。

## 歴史
令制国一覧 > 畿内 > 河内国 > 若江郡 > 庄之内村、成法寺村、今井村、別宮村、八尾座村ほか
旧成法寺村および現在の松山町にある成法中学校の名の由来は、当地にかつてあったとされる寺院名であるが、その詳細はわかっていない。当地西側の光南町、清水町あたりに弥生・古墳時代から鎌倉時代にかけての遺物が発見された「成法寺遺跡」として発掘調査されている。幕末に伴林光平の『野山のなげき』に「河内国渋川郡八尾郷の成法寺は応永頃畠山義就が言仰せて・・（以下略）」とある。かつて西本願寺末の教恩寺が当地にあり、弘化2年から文久元年まで伴林光平が住職をしていた。寺跡（2丁目の児童公園）に光平の彰忠碑がある。
旧別宮村の名の由来は別宮八幡宮（矢作神社）。平安時代にはこの周辺は掃部別宮と呼ばれ、石清水八幡宮の別宮・荘園があった。延久4年の荘園整理の際は存続が認められている。
八尾座に南北朝時代の八尾城があったという説があるが遺構は発見されていない。
江戸時代初期の八尾村は寛永5年（1628年）に七か村に分離するがその時点では八尾座村は別宮村に含まれていた。正保郷帳の写しとされる河内国一国村高控帳石高は庄之内村320石、成法寺村604石、今井村391石、別宮村728石余（八尾座を含む）。八尾座村の別宮村からの分離は延宝検地以降とされる。江戸時代は一貫して幕府直轄領だった。明治以降の市町村制施行で八尾村の大字庄之内、成法寺、今井、別宮、八尾座となる。昭和35年の現住所表記施行時に南本町となる。

## 地理
旧八尾八か村のうちの5か村を起源とする町域で南北に細長い。南は関西本線沿線に達する。北側の府道沿いが商業地となっている以外は概ね住宅地である。

## 世帯数と人口
2020年（令和2年）3月31日現在（八尾市発表）の世帯数と人口は以下の通りである。
| 丁目         | 世帯数    | 人口    |
| ------------ | --------- | ------- |
| 南本町一丁目 | 218世帯   | 453人   |
| 南本町二丁目 | 341世帯   | 729人   |
| 南本町三丁目 | 398世帯   | 641人   |
| 南本町四丁目 | 391世帯   | 810人   |
| 南本町五丁目 | 312世帯   | 685人   |
| 南本町六丁目 | 427世帯   | 848人   |
| 南本町七丁目 | 498世帯   | 996人   |
| 南本町八丁目 | 255世帯   | 432人   |
| 南本町九丁目 | 275世帯   | 503人   |
| 計           | 3,115世帯 | 6,097人 |

### 人口の変遷
国勢調査による人口の推移。
| 1995年（平成7年）  | 7,558人 | [ 5 ] |  |
| 2000年（平成12年） | 7,427人 | [ 6 ] |  |
| 2005年（平成17年） | 6,852人 | [ 7 ] |  |
| 2010年（平成22年） | 6,532人 | [ 8 ] |  |
| 2015年（平成27年） | 6,314人 | [ 9 ] |  |

### 世帯数の変遷
国勢調査による世帯数の推移。
| 1995年（平成7年）  | 2,661世帯 | [ 5 ] |  |
| 2000年（平成12年） | 2,782世帯 | [ 6 ] |  |
| 2005年（平成17年） | 2,713世帯 | [ 7 ] |  |
| 2010年（平成22年） | 2,660世帯 | [ 8 ] |  |
| 2015年（平成27年） | 2,660世帯 | [ 9 ] |  |

## 学区
市立小・中学校に通う場合、学区は以下の通りとなる（2020年5月時点）。
| 丁目         | 番   | 小学校               | 中学校             |
| ------------ | ---- | -------------------- | ------------------ |
| 南本町一丁目 | 全域 | 八尾市立八尾小学校   | 八尾市立成法中学校 |
| 南本町二丁目 | 全域 | 八尾市立高美小学校   | 八尾市立高美中学校 |
| 南本町三丁目 | 全域 | 八尾市立高美小学校   | 八尾市立高美中学校 |
| 南本町四丁目 | 全域 | 八尾市立高美小学校   | 八尾市立高美中学校 |
| 南本町五丁目 | 全域 | 八尾市立高美小学校   | 八尾市立高美中学校 |
| 南本町六丁目 | 全域 | 八尾市立高美南小学校 | 八尾市立高美中学校 |
| 南本町七丁目 | 全域 | 八尾市立高美南小学校 | 八尾市立高美中学校 |
| 南本町八丁目 | 全域 | 八尾市立高美南小学校 | 八尾市立高美中学校 |
| 南本町九丁目 | 全域 | 八尾市立高美南小学校 | 八尾市立高美中学校 |

## 事業所
2016年（平成28年）現在の経済センサス調査による事業所数と従業員数は以下の通りである。
| 丁目         | 事業所数  | 従業員数 |
| ------------ | --------- | -------- |
| 南本町一丁目 | 22事業所  | 543人    |
| 南本町二丁目 | 20事業所  | 77人     |
| 南本町三丁目 | 14事業所  | 142人    |
| 南本町四丁目 | 20事業所  | 126人    |
| 南本町五丁目 | 12事業所  | 30人     |
| 南本町六丁目 | 29事業所  | 93人     |
| 南本町七丁目 | 29事業所  | 139人    |
| 南本町八丁目 | 19事業所  | 313人    |
| 南本町九丁目 | 11事業所  | 103人    |
| 計           | 176事業所 | 1,566人  |

## 施設
- ユニクロ八尾店
- 矢作神社

物部氏の一族である矢作連の祖神を祀る神社で、式内社。石清水八幡宮の掃部別宮。

- 八尾南本町郵便局
- 八尾市立障害者総合福祉センター

## 交通
主要道路
- 大阪府道5号大阪港八尾線
- 大阪府道182号柏村南本町線

## その他

### 日本郵便
- 郵便番号 : 581-0081[2]（集配局：八尾郵便局[12]）。